# AIM-120 AMRAAM
El AIM-120 AMRAAM (siglas en inglés de Advanced Medium-Range Air-to-Air Missile, pronunciado [aam-ram]) es un misil aire-aire todo tiempo BVR de medio-largo alcance. También es conocido como «Slammer» (en español: «golpeador») en servicio con la Fuerza Aérea de los Estados Unidos. Cuando es lanzado un misil AMRAAM, los pilotos de los países de la OTAN usan el código Fox Three.
|               |
| Vista frontal |

|               |
| Vista trasera |

## Orígenes

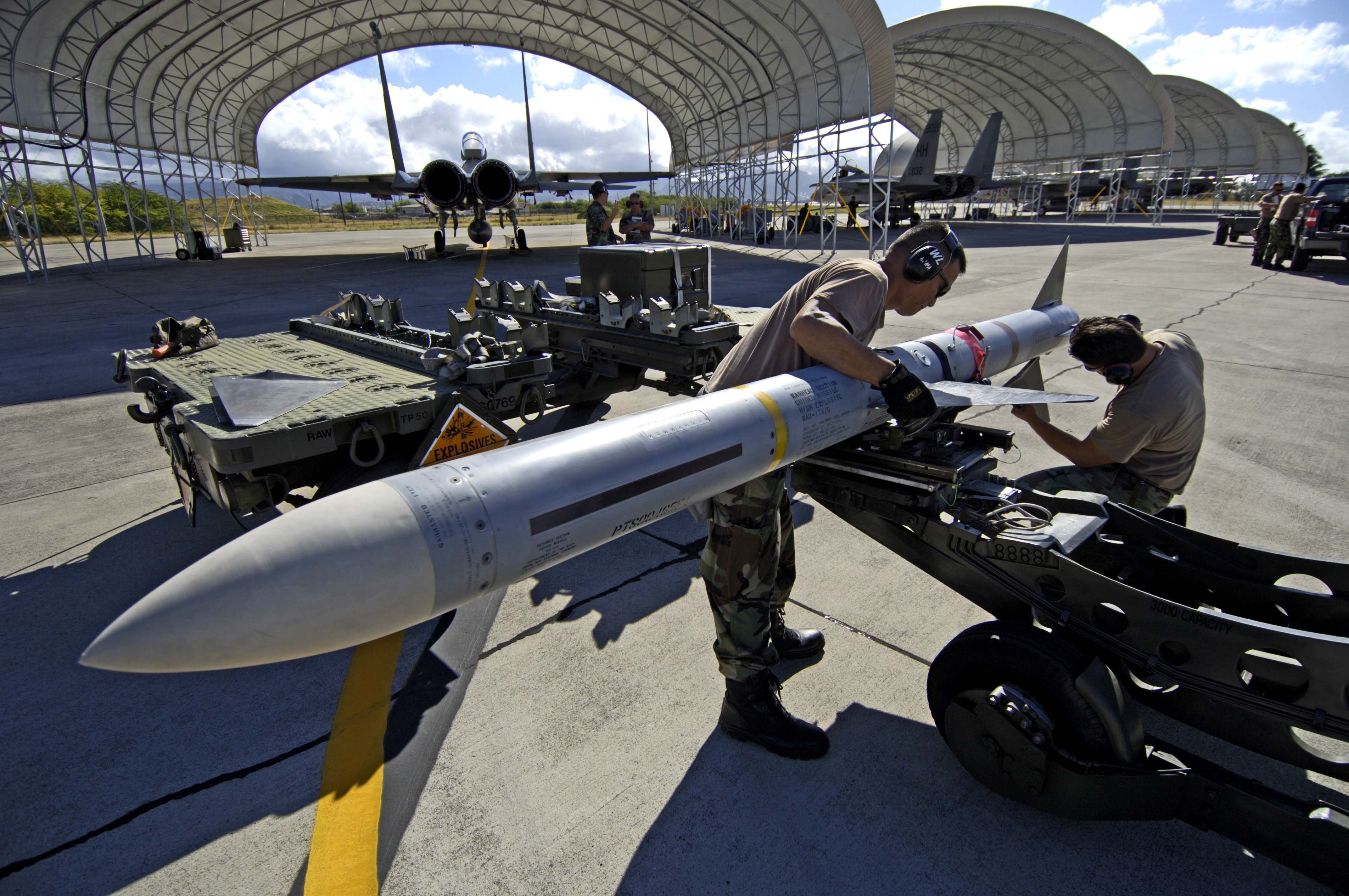
Misil AIM-7 Sparrow.

El misil de medio alcance AIM-7 Sparrow fue desarrollado por la Armada de los Estados Unidos durante los años cincuenta. Con un alcance efectivo aproximado de unos 22 kilómetros (unas 12 millas náuticas) en sus primeras versiones, era un misil guiado por radar semiactivo que buscaba su blanco por la reflexión que este producía al ser "iluminado" por el radar de la aeronave que había lanzado el misil. Era un misil eficaz incluso más allá del alcance visual. En los F-4 Phantom desprovistos de cañón y en cazas posteriores podían montarse hasta cuatro de estos misiles en barquillas diseñadas especialmente para ellos, siendo usados en combate real. Junto con el misil de corto alcance AIM-9 Sidewinder (guiado por infrarrojos), reemplazaron a la serie AIM-4 Falcon guiados por infrarrojos y radar también en la Fuerza Aérea de los Estados Unidos (USAF). La mayor desventaja de este sistema es que solo podía apuntarse a un blanco al mismo tiempo, y que la aeronave atacante debía mantener su dirección apuntando al blanco, lo que podía llegar a ser peligroso en combate, si bien dichos inconvenientes se atenuaron con las siguientes versiones para el F-4, con un alcance de 48 km., y para el F-15, con un alcance de 100 km.

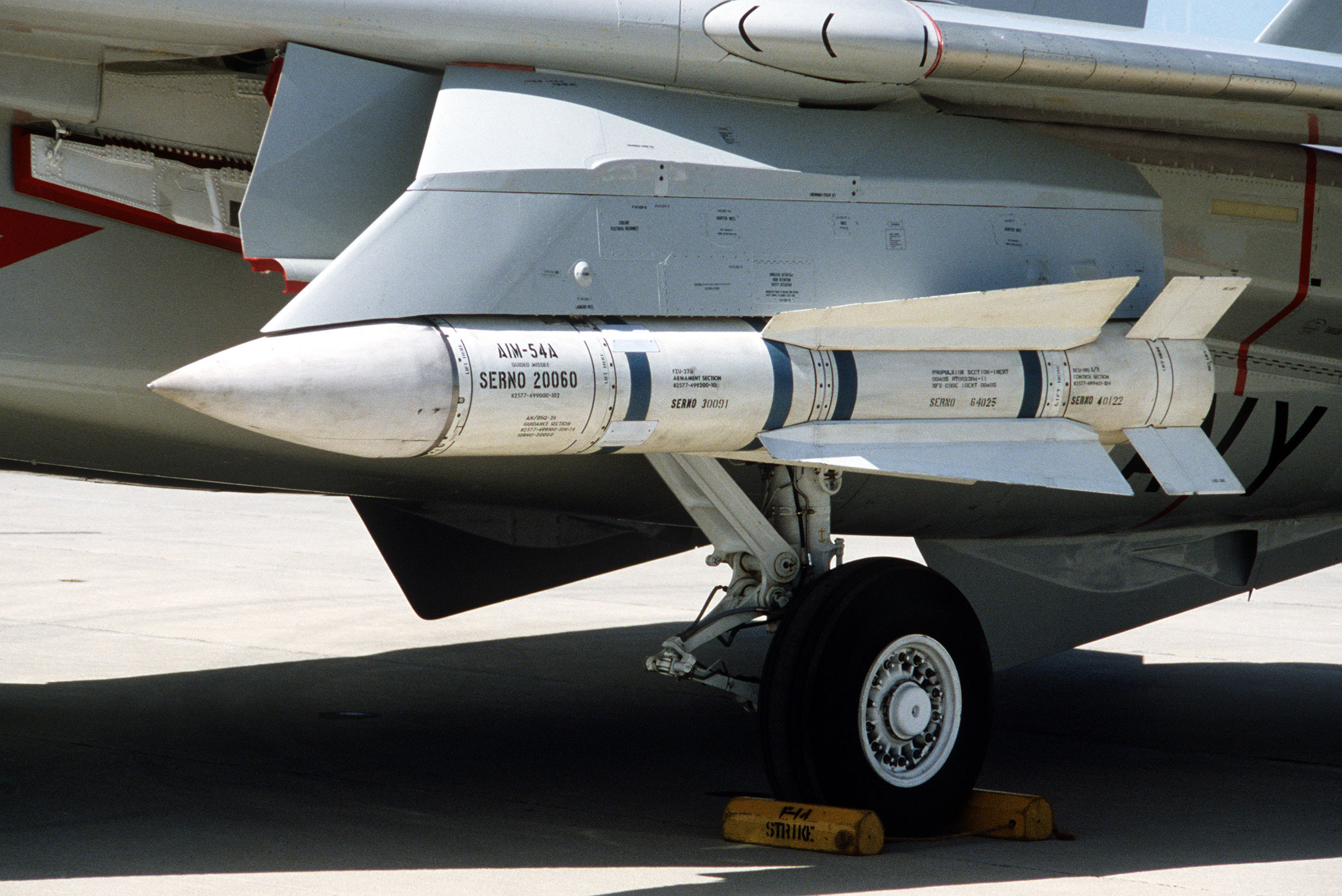
Misil AIM-54 Phoenix montado bajo el ala de un F-14.

Posteriormente la US Navy desarrolló el AIM-54 Phoenix para la defensa aérea de sus flotas navales. Era este un impresionante misil de 1000 libras de peso (unos 453 kilogramos) capaz de alcanzar una velocidad de mach 5, y diseñado expresamente para derribar misiles de crucero y sus bombarderos lanzadores. Ocho de sus primeros prototipos fueron propuestos para su transporte bajo las alas del F6D Missileer y del F-111B. Cuando los ingenieros de Grumman diseñaron su nuevo caza, dejaron suficiente capacidad de peso y volumen para albergar al Phoenix en el F-14 Tomcat. Este fue el primer misil de "disparar y olvidar", ya que usaba su propio radar activo para guiarse hasta el blanco sin la ayuda de la aeronave lanzadora. Esto daba a un Tomcat armado con seis misiles Phoenix la capacidad teórica sin precedentes de seguir y disparar a seis blancos al mismo tiempo desde una distancia de casi cien millas (unos 185 kilómetros).
Sin embargo, el Phoenix solo podía ser cargado bajo el vientre del enorme F-14 de más de 27 toneladas de peso. Una carga de más de 2700 kilogramos era demasiado pesada para un caza típico de la guerra de Vietnam. En el aterrizaje, un caza solo podía llevar de vuelta dos o como máximo cuatro misiles por razones de peso. Se dice que Grumman añadió un botón llamado "ACM" que dispararía los seis misiles a la vez. Aunque frecuentemente laureado por la prensa, el Phoenix no podía usarse a distancias cortas y fue raramente utilizado en combate antes de su retirada en 2005.

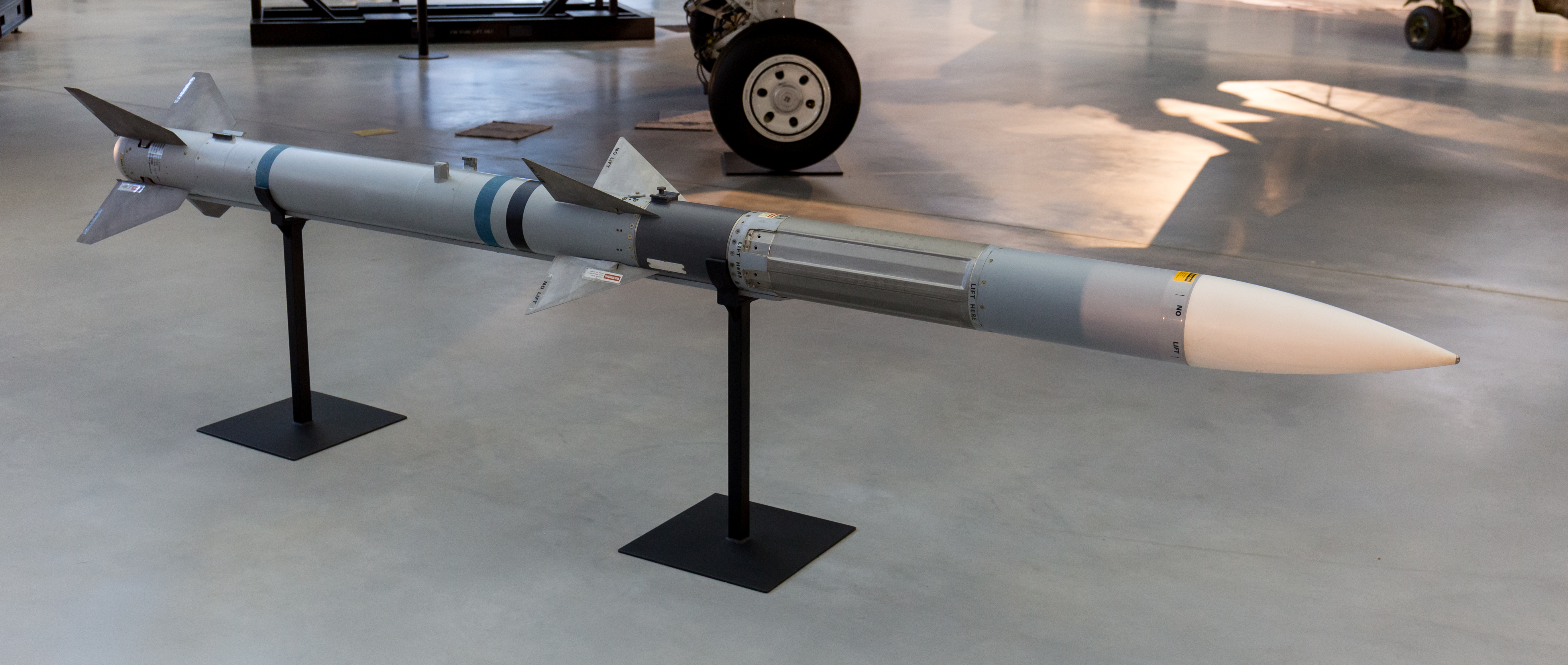
Un misil AIM-120 AMRAAM en exhibición en el Museo Nacional del Aire y el Espacio de EE. UU.

Sobre los años noventa, las capacidades del misil Sparrow habían sido mejoradas sobre las que tenía en los tristes días de Vietnam, y consiguió un gran número de blancos aéreos destruidos en la primera guerra del Golfo. El Sparrow demostró sus habilidades frente a interceptores como el MIG-25 Foxbat, capaz de alcanzar velocidades de Mach 3. Sin embargo, mientras la USAF relegaba al Phoenix y al AIM-47/YF-12, similar a este, seguían deseando la capacidad de la Navy de disparar y olvidar. Pidieron un misil que pudiera ser cargado en cazas pequeños como el F-16, y ubicado en los mismos espacios diseñados para ser utilizados por el Sparrow desde los tiempos del F-4 Phantom. Este nuevo misil debía también caber en las bodegas del F-22 Raptor, que precisaba tener sus misiles ocultos por razones de rendimiento aerodinámico y de ocultación ante los radares enemigos. La marina estadounidense también quería utilizar esta arma en el F/A-18E/F Super Hornet, que ya destacaba como el único reemplazo disponible para los carísimos de mantener Tomcats.

## Desarrollo

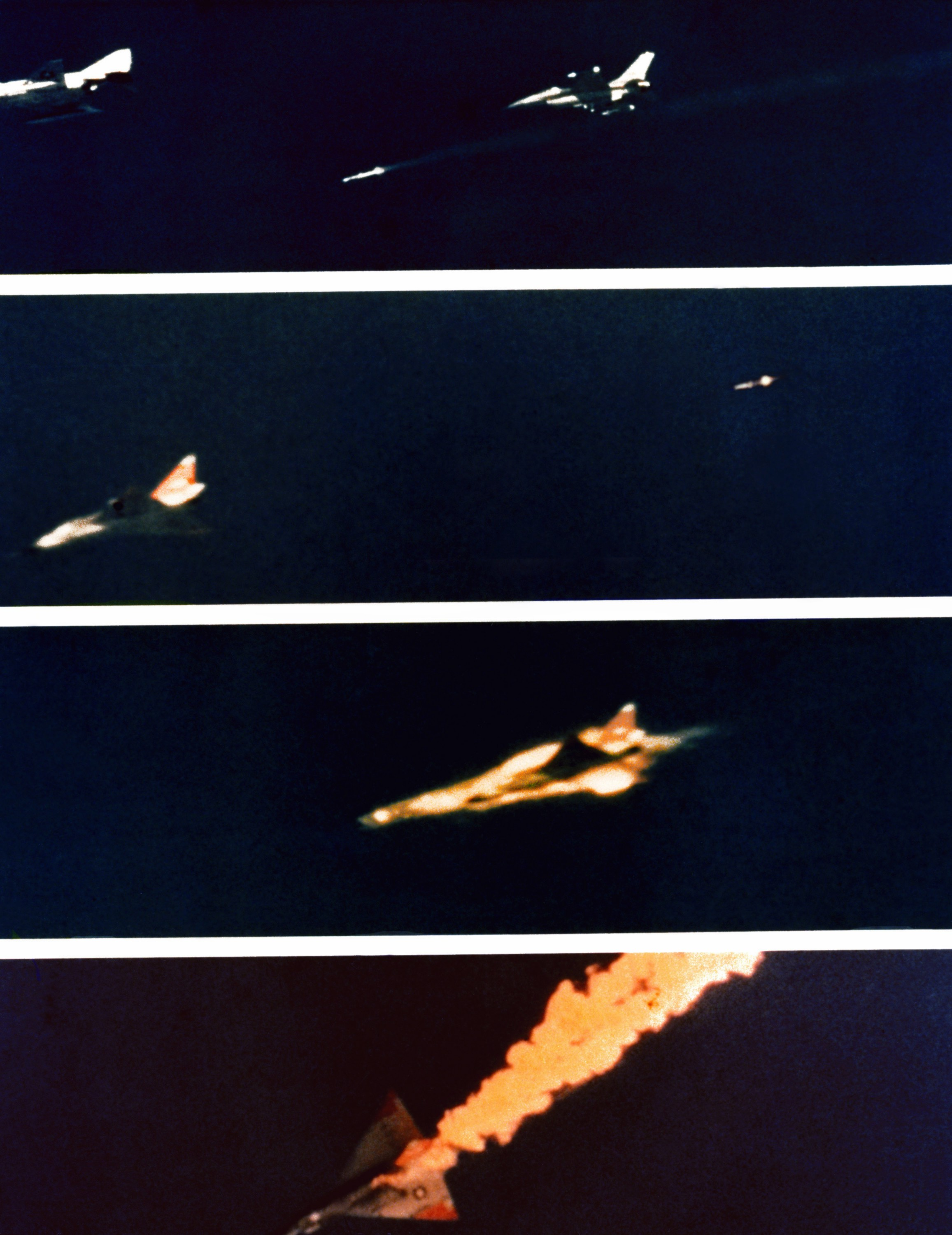
Primera prueba exitosa en el campo de misiles White Sands, Nuevo México 1982

El AMRAAM fue desarrollado como resultado de un acuerdo (ya vencido) entre los Estados Unidos y cierto número de países de la OTAN para desarrollar misiles aire-aire y compartir su tecnología de producción. Bajo este acuerdo, los Estados Unidos se encargarían del desarrollo de la siguiente generación de misiles de alcance medio (AMRAAM) mientras Europa se encargaría del desarrollo de la siguiente generación de misiles de corto alcance (ASRAAM). La ruptura de este acuerdo llevó a los países europeos de la OTAN a desarrollar el MBDA Meteor, un competidor del AMRAAM, mientras los Estados Unidos dedicaron sus esfuerzos a la mejora del AIM-9 Sidewinder. Tras varios retrasos en el desarrollo, el despliegue del AIM-120 AMRAAM comenzó en septiembre de 1991.

## Resumen de sus características

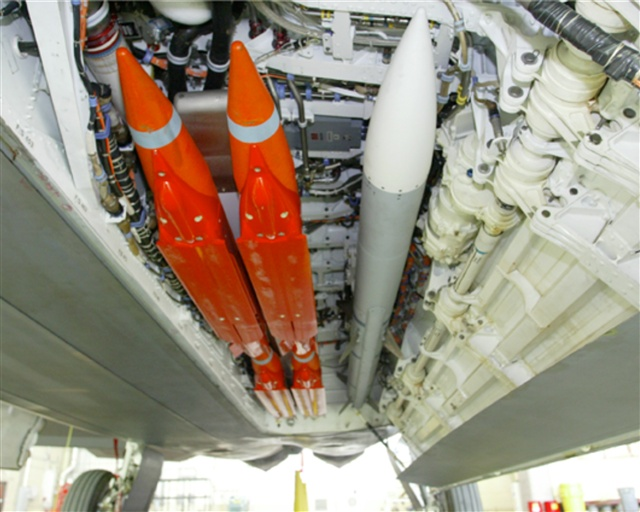
AIM-120 AMRAAM (derecha) instalado en un compartimiento de armas de un F-22 Raptor

El misil AMRAAM puede usarse bajo cualquier condición climatológica y más allá del alcance visual. Esta arma aumenta la capacidad de combate aéreo de los Estados Unidos y sus aliados contra amenazas actuales o futuras. Este misil significa un avance sobre la serie de misiles AIM-7 Sparrow. El nuevo misil es más rápido, más pequeño y ligero, siendo eficaz contra objetivos a baja altitud. También incorpora un radar activo que en unión de su sistema de guiado inercial y su ordenador de a bordo, le hace más independiente del sistema de control de fuego de la aeronave.
Una vez que el misil se acerca a su objetivo, su radar activo le guía para interceptarlo. Esta función, denominada "disparar y olvidar", libera a la tripulación de la necesidad de "iluminar" de forma continuada al objetivo con su propio radar, permitiéndole seguir y disparar múltiples misiles de forma simultánea a múltiples objetivos, así como efectuar maniobras evasivas mientras los misiles se dirigen por sí solos a sus objetivos.

## Sistema de guiado

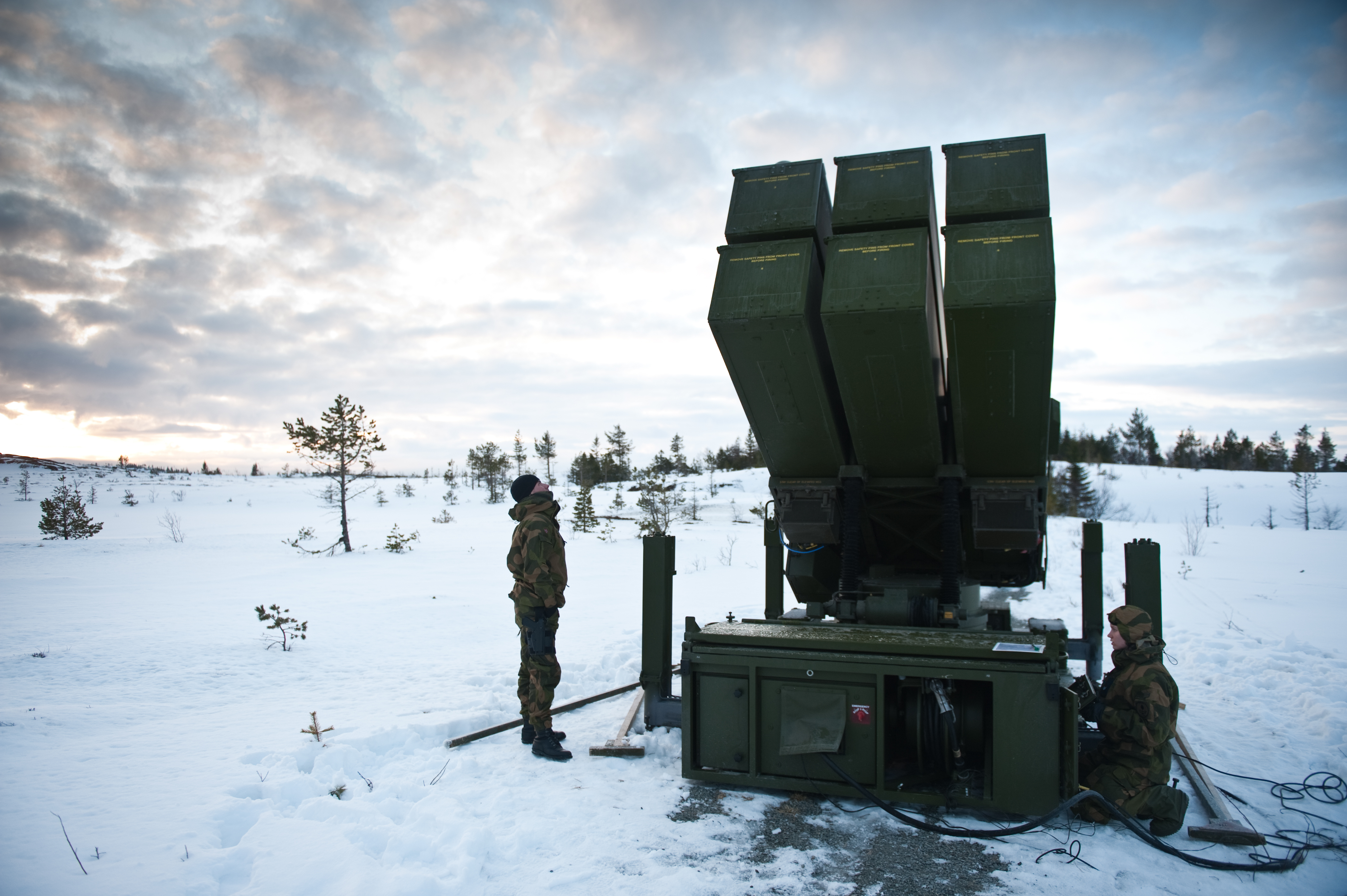
Lanzador NASAMS

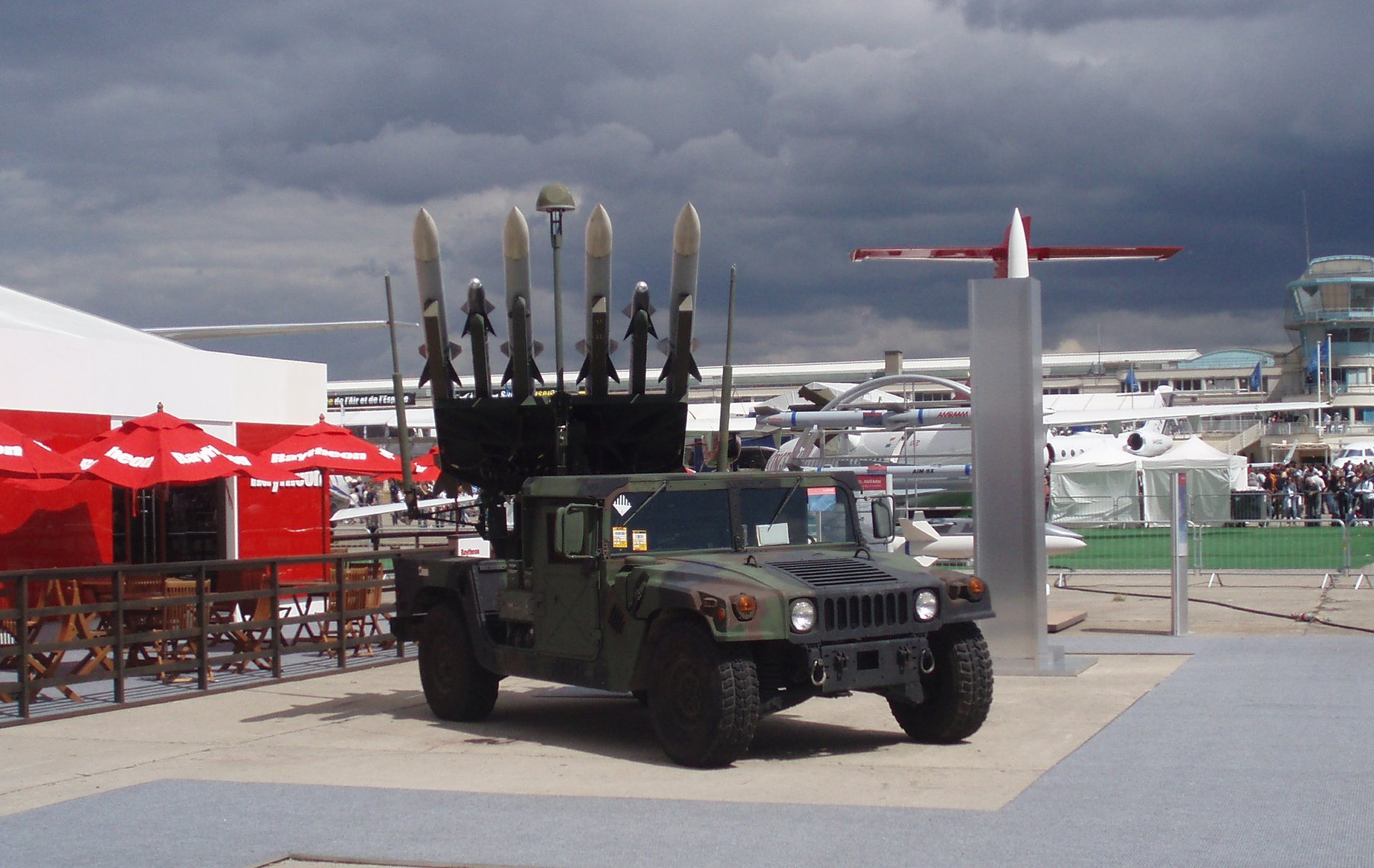
Batería de cuatro AMRAAM y dos AIM-9X en un HMMWV

El sistema se usa como un estilo de mini radar en el misil se lanza por medio del radar principal y después del momento del lanzamiento se actualiza cada momento con el radar interno del misil.
A estas armas se llaman misiles de "disparar y olvidar".Cuando están a mitad de camino del blanco el radar del misil toma el mando y guía la ojiva explosiva de 21 kilogramos (peso explosivo aprox. de un AMRAAM) hacia el impacto, esto da la capacidad de designar un blanco, y cuando el propio radar del misil adquiere un blanco, las máquinas computarizadas de la nave guían esta arma sistemáticamente.

### Etapa de intercepción
El AMRAAM utiliza dos etapas de guiado cuando se le dispara a larga distancia. El caza transfiere los datos del blanco al misil justo antes del lanzamiento, proporcionándole la localización del blanco así como su dirección y velocidad. El misil utiliza esta información para tomar un rumbo de intercepción hacia el blanco gracias a su sistema de navegación inercial. Esta información la obtiene generalmente de la aeronave portadora, aunque podría proceder de un sistema de búsqueda y seguimiento por infrarrojos desde un punto de información táctica de otro caza o de un avión AWACS.
Si el caza lanzador continúa siguiendo al objetivo, puede enviar actualizaciones periódicas al misil para indicarle si el blanco ha experimentado algún cambio en su dirección o velocidad, permitiéndole ajustar su rumbo para conseguir una distancia de seguimiento lo más corta posible manteniendo en su cono de visión al objetivo.
No todos los usuarios del AMRAAM han elegido contratar la opción de actualización en vuelo, lo que limita la efectividad del AMRAAM en algunos escenarios. La Royal Air Force británica optó inicialmente por no utilizar la actualización en vuelo para su fuerza de Tornado F3, solo para descubrir que, sin este, los AMRAAM de prueba eran menos efectivos a distancias BVR (Beyond Visual Range, más allá del alcance visual) que los anteriores BAE Skyflash de radar Semiactivo. El radar activo del AMRAAM es, necesariamente, de corto alcance y potencia comparado con el de la aeronave lanzadora.

### Fase terminal e impacto
Una vez el misil se acerca a la distancia de seguimiento, enciende su radar de búsqueda activo y busca al avión objetivo. Si el blanco se encuentra en la localización esperada o cerca de esta, el misil le encontrará y se guiará hasta el objetivo desde ese punto. Si el misil ha sido disparado a corta distancia (desde un alcance visual), podría usar su buscador activo justo después de ser lanzado, convirtiendo al misil en una verdadera arma de "disparar y olvidar". En el momento en que el AMRAAM cambia a guiado autónomo, se anuncia por radio la clave "PITBULL", del mismo modo que se anuncia la clave "Fox Three" en su lanzamiento.

## Misil de entrenamiento aéreo cautivo (Captive Air Training Missile) CATM-120C
El CATM-120C es el misil, idéntico en peso y dimensiones, para el adiestramiento de tripulaciones en el empleo del AIM-120C. Se trata de una munición inerte que permite su almacenamiento y empleo sin riesgos asociados a cargas explosivas o motores cohete.
|               |
| Vista lateral |

|               |
| Vista frontal |

|               |
| Vista trasera |

## Usuarios

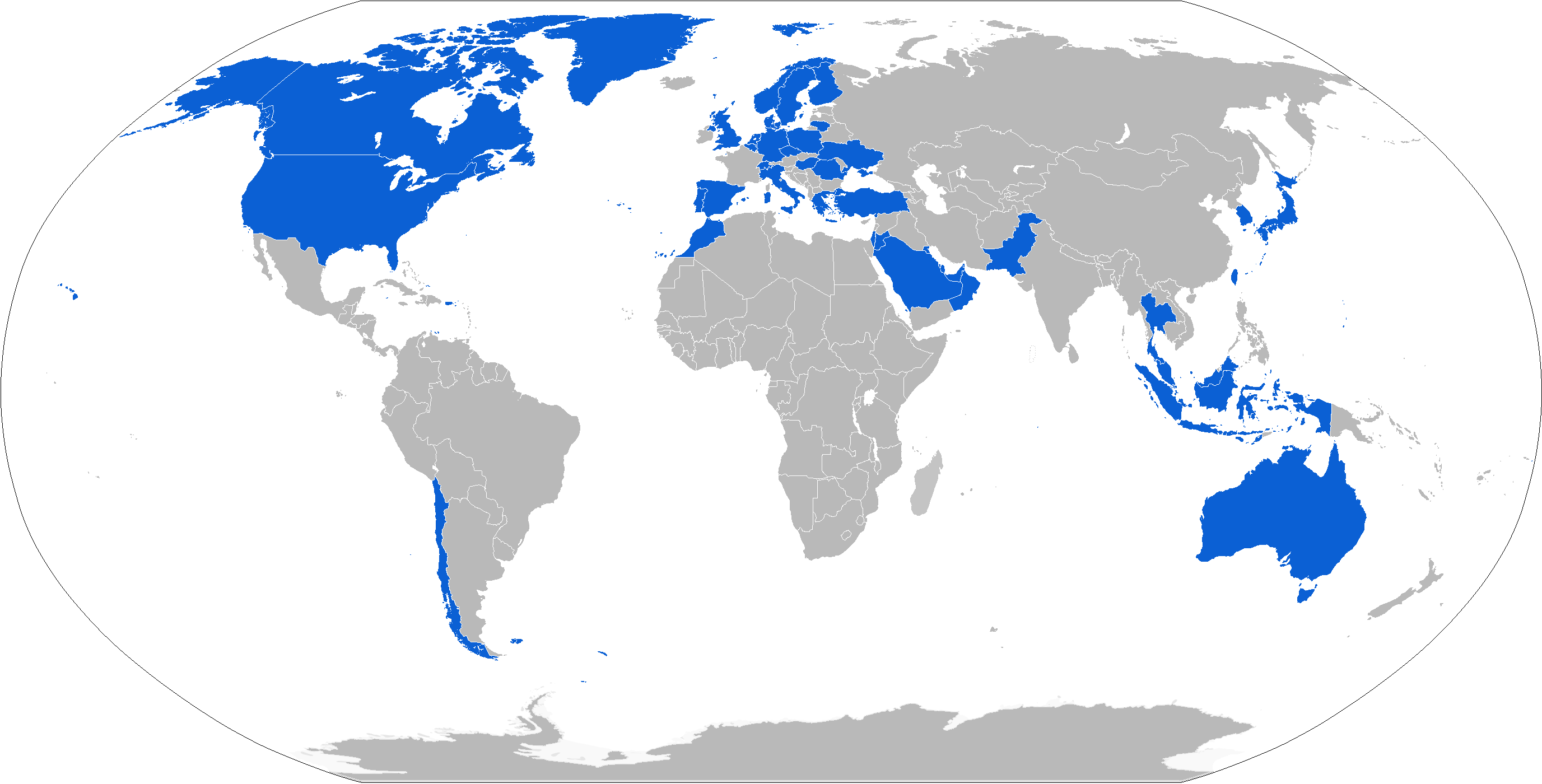
Mapa con operadores del AIM-120 en azul

### Misiles similares
- AIM-7 Sparrow
- Vympel R-27
- Vympel R-33
- Vympel R-77
- MBDA MICA
- Sky Sword II
- PL-12
- MBDA Meteor
- RAFAEL Derby
- R-Darter

### Listas relacionadas
- Anexo:Aeronaves y armamento del Ejército del Aire de España